# Kleine Birken
Kleine Birken (amtlich: Birken kleine) ist ein Gemeindeteil der Stadt Stadtsteinach im Landkreis Kulmbach (Oberfranken, Bayern). Kleine Birken liegt in der Gemarkung Schwand.

## Geografie
Die Einöde liegt südlich der Schwander Höhe (610 m ü. NHN) an der Staatsstraße 2195, die im Tal des dort entspringenden Schindelbaches nach Unterzaubach zur Bundesstraße 303 (4 km südwestlich) bzw. an Große Birken vorbei nach Presseck verläuft (3,4 km nordöstlich).

## Geschichte
Kleine Birken wurde wohl in der ersten Hälfte des 19. Jahrhunderts gegründet. Bis Ende des 18. Jahrhunderts gab es nur Birken, das mit dem heutigen Große Birken identisch ist. In der Bayerischen Uraufnahme wurde Kleine Birken erstmals verzeichnet. In den amtlichen Ortsverzeichnissen wurde erst ab 1904 zwischen Birken große und Birken kleine unterschieden.
Mit dem Gemeindeedikt wurde Kleine Birken dem 1808 gebildeten Steuerdistrikt Schwand und der im gleichen Jahr gebildeten Ruralgemeinde Schwand zugewiesen. Am 1. Januar 1974 wurde Kleine Birken im Rahmen der Gebietsreform in die Gemeinde Stadtsteinach eingegliedert.

### Einwohnerentwicklung
| Jahr      | 001819 | 001861 | 001871 | 001885 | 001900 | 001925 | 001950 | 001961 | 001970 | 001987 |
| Einwohner | 7 *    | 11 *   | 10 *   | 17 *   | 6      | 6      | 4      | 7      | 6      | 5      |
| Häuser    |        |        |        | 2 *    | 1      | 1      | 1      | 1      |        | 1      |
| Quelle    | [ 10 ] | [ 11 ] | [ 12 ] | [ 13 ] | [ 14 ] | [ 15 ] | [ 16 ] | [ 17 ] | [ 18 ] | [ 1 ]  |

## Religion
Kleine Birken ist katholisch geprägt und nach St. Bartholomäus (Wartenfels) gepfarrt.